# Dance4life (canción)
«Dance4life» es una canción del disc-jockey neerlandés Tiësto junto a Maxi Jazz, vocalista del grupo Faithless. Se lanzó el 18 de agosto de 2006 y fue incluida en el álbum de estudio Elements of Life. 
Maxwell Frazer, conocido artísticamente como Maxi Jazz, cantante del grupo Faithless y Tiësto fueron elegidos como embajadores oficiales de la Fundación Dance4life en 2006, y juntos lanzaron la canción homónima, para ayudar a difundir la conciencia sobre el VIH/sida. Ellos donan su música, letras, apariciones en vídeos y actuaciones. Otros músicos y disc-jockeys tales como Paul van Dyk y Paul Oakenfold también son embajadores.

## Posicionamiento en listas
| Lista (2006)                       | Mejor posición |
| ---------------------------------- | -------------- |
| Bélgica (Flandes) (Ultratop 50)    | 5              |
| Bélgica (Valonia) (Ultratop 50)    | 20             |
| Finlandia (OFC)                    | 6              |
| Alemania (Media Control AG)        | 74             |
| Grecia (IFPI)                      | 2              |
| Hungría (Dance Top 40)             | 3              |
| Hungría (Single Top 40)            | 1              |
| Países Bajos (Dutch Top 40)        | 3              |
| Países Bajos (Mega Single Top 100) | 4              |
| Reino Unido (UK Singles Chart)     | 67             |

| Lista (2006)                  | Posición |
| ----------------------------- | -------- |
| Bélgica (Ultratop Flanders)   | 43       |
| Bélgica (Ultratop Wallonia)   | 91       |
| Hungría (Dance Top 40)        | 44       |
| Países Bajos (Dutch Top 40)   | 9        |
| Países Bajos (Single Top 100) | 17       |